# Lee Young-hoon
Lee Young-hoon, né en 1951 à Daegu, est un historien sud-coréen spécialiste dans l'histoire économique de la Corée. Il soutient en particulier l'idée selon laquelle l'essor économique de la période Joseon était très limité, et que le développement économique du pays ne s'engage qu'à partir de la colonisation du pays par le Japon.

## Biographie
Proche de la nouvelle droite coréenne, il est l'auteur de prises de positions controversées portant sur le contenu des manuels scolaires coréens. Il remet en cause le nombre de femmes de réconfort et de travailleurs forcés lors de colonisation de la Corée par le Japon présentés par ces manuels scolaires. Il limite aussi la porté de la croissance économique du pays dans les années 1960, ou « Miracle de la rivière Han », qu'il juge responsable d'avoir accrue les inégalités de richesse au sein de la population au seul bénéfice d'une partie de la bourgeoisie coréenne.
Il soutient dans Anti-Japan Tribalism (en) qu'il publie en 2019 que les gouvernements sud-coréens utilisent le sentiment antijaponais de la population pour détourner l'attention de leurs mauvais résultats économiques. Si le livre est un succès de librairie en Corée du Sud et au Japon, et rencontre un échos favorable dans les milieux conservateurs sud-coréen, il est très décrié dans le monde académique qui pointe d'importants problèmes méthodologiques et factuels.